# 切韋利
51°30′8″N 24°26′15″E / 51.50222°N 24.43750°E
切韋利（烏克蘭語：Чевель），是烏克蘭的村落，位於該國西部沃倫州，由科韋利區負責管轄，始建於1521年，面積2.46平方公里，海拔高度171米，2021年人口496，人口密度每平方公里294.02人。